# August Beer
August Beer (ur. 31 lipca 1825 w Trewirze, zm. 18 listopada 1863 w Bonn) – niemiecki fizyk, chemik i matematyk.
Studiował matematykę i nauki ścisłe na uniwersytecie w Bonn pod kierunkiem matematyka i fizyka Juliusa Plückera, którego był później asystentem. Po ukończeniu studiów w 1848 uzyskał doktorat, w 1850 został tam wykładowcą, od 1855 profesorem nadzwyczajnym, a od 1857 profesorem zwyczajnym. W 1852 podał prostą zależność między absorbancją światła i stężeniem substancji pochłaniającej światło – tzw. prawo Beera.